# Широко-Атамановский
Широко-Атамановский — хутор в Морозовском районе Ростовской области.
Административный центр Широко-Атамановского сельского поселения.

## Население
| 2010 |
| ---- |
| 364  |

## Улицы
- ул. Железнодорожная,
- ул. Комсомольская,
- ул. Мира,
- ул. Молодёжная,
- ул. Садовая.

## Известные уроженцы
- Белявский, Семён Логвинович (1913—1983) — советский военнослужащий, старший лейтенант, Герой Советского Союза.